# Tama (kommunhuvudort)
Tama är en kommunhuvudort i Argentina.   Den ligger i provinsen La Rioja, i den centrala delen av landet, 900 km nordväst om huvudstaden Buenos Aires. Tama ligger 654 meter över havet och antalet invånare är 1 164.
Terrängen runt Tama är platt åt sydväst, men åt nordost är den kuperad. Trakten runt Tama är nära nog obefolkad, med mindre än två invånare per kvadratkilometer.. Det finns inga andra samhällen i närheten.
Omgivningarna runt Tama är i huvudsak ett öppet busklandskap.